# Championnat du monde féminin de hockey sur glace 2013
Navigation
Championnat du monde 2012 Championnat du monde 2014
Le Championnat du monde féminin de hockey sur glace 2013 est la seizième édition de cette compétition organisée par la Fédération internationale de hockey sur glace (IIHF). Elle a lieu du 2 au 9 avril 2013 à Ottawa, capitale du Canada.
Les cinq divisions inférieures sont disputées indépendamment du groupe Élite.

## Division élite

### Présentation

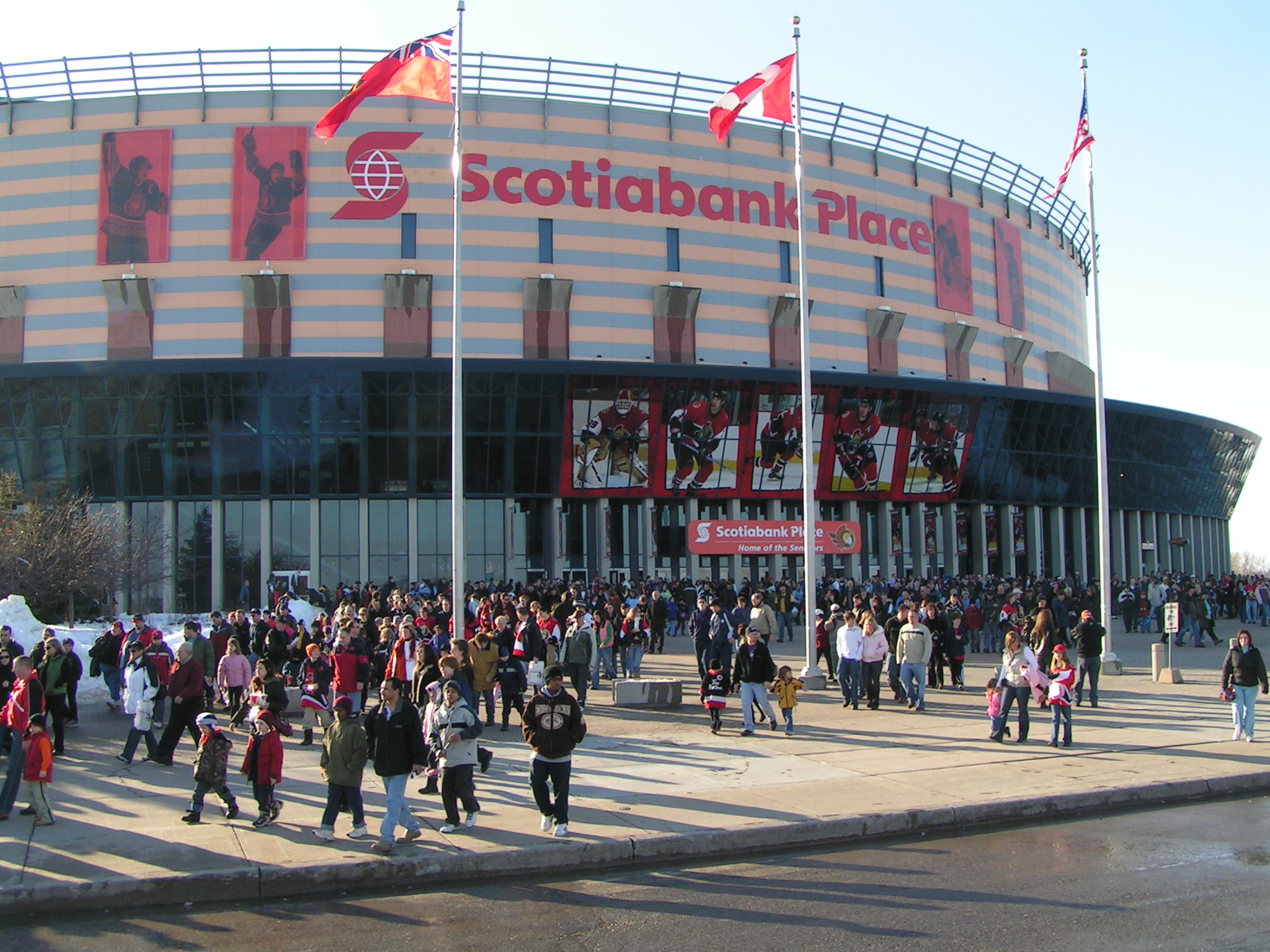
La Place Banque Scotia.

La Division élite a lieu du 2 au 9 avril 2013 au Canada. Il s'agit de la sixième édition disputée dans ce pays après le championnats 1990, 1997, 2000, 2004 et 2007. Le Canada s'est vu attribuer l'organisation de l'édition 2013 en mai 2009, en même temps que les championnats du monde féminins 2016 et 2020, ainsi que quatre éditions du championnat du monde junior masculin.
Le 18 mai 2011, Hockey Canada annonce le choix d'Ottawa, capitale du Canada, en tant que ville hôte. Les autres villes candidates étaient Kamloops (Colombie-Britannique) et Saint-Jean (Terre-Neuve-et-Labrador). Ottawa a déjà accueilli un championnat du monde féminin en 1990.
La Place Banque Scotia est la patinoire principale utilisée pour le tournoi où sont disputées treize rencontres dont la finale. D'une capacité de 19 153 spectateurs, elle accueille habituellement les Sénateurs d'Ottawa de la Ligue nationale de hockey.
La seconde patinoire retenue est le Sportsplex de Nepean. Il contient trois patinoires dont une de 2 300 places et reçoit les neuf autres matchs du championnat. Elle est la maison des Raiders de Nepean de la Ligue de hockey du centre du Canada.

### Format de compétition
Les huit équipes participantes sont réparties en deux groupes de quatre disputés sous la forme de championnats à match simple. Les deux premiers du Groupe A se qualifient directement pour les demi-finales tandis que les troisième et quatrième affrontent respectivement le deuxième et le premier du Groupe B en quarts de finale. S'ensuivent les demi-finales, la finale et les matchs de classement pour la troisième et la cinquième place. De leur côté, les équipes classées aux deux dernières place du Groupe B s'opposent dans une série jouée au meilleur des trois matchs, le perdant étant relégué en Division I-A pour l'édition 2015.
La répartition des points est la suivante :
- 3 points pour une victoire dans le temps réglementaire
- 2 points pour une victoire en prolongation ou aux tirs de fusillade
- 1 point pour une défaite en prolongation ou aux tirs de fusillade
- 0 point pour une défaite dans le temps réglementaire

Légende : T : Tenant du titre   -   H : Pays hôte    -    P : promu de la Division IA

| Groupe A (Place Banque Scotia) - Canada H - États-Unis T - Suisse - Finlande | Groupe B (Nepean Sportplex) - Suède - Russie - Allemagne - Tchéquie P |

### Tour préliminaire

#### Groupe A

##### Matches
Tous les horaires sont locaux (UTC-4)
| 2 avril 2013 | Finlande | 2-1 (0-1, 2-0, 0-0) | Suisse | Place Banque Scotia 3 366 spectateurs |

| Feuille de match | Feuille de match                                                                                     | Feuille de match   | Feuille de match                          | Feuille de match                                                                         |
| ---------------- | --- | ------------------ | ----------------------------------------- | ---------------------------------------------------------------------------------------- |
|                  | Rajahuhta (Valimaki, Karvinen) (Sup.) — 26 min 54 s Karvinen (Hiirikoski, Voutilainen) — 29 min 24 s | 0-1 1-1 2-1        | 4 min 37 s — Nabholz (J. Marty, S. Marty) | Arbitrage : Mélanie Bordeleau (Canada) K. Connelly (États-Unis), M. Kúdelová (Slovaquie) |
| Noora Räty       | Gardiens                                                                                             | Florence Schelling |                                           | Arbitrage : Mélanie Bordeleau (Canada) K. Connelly (États-Unis), M. Kúdelová (Slovaquie) |
| 8 min            | Pénalités                                                                                            | 16 min             |                                           | Arbitrage : Mélanie Bordeleau (Canada) K. Connelly (États-Unis), M. Kúdelová (Slovaquie) |
| 44               | Tirs                                                                                                 | 17                 |                                           | Arbitrage : Mélanie Bordeleau (Canada) K. Connelly (États-Unis), M. Kúdelová (Slovaquie) |

| 2 avril 2013 | Canada | 3-2 (TB) (0-2, 0-0, 2-0, 0-0, 1-0) | États-Unis | Place Banque Scotia 8 952 spectateurs |

| Feuille de match | Feuille de match                                                                                             | Feuille de match    | Feuille de match                                                                                | Feuille de match                                                                                        |
| ---------------- | --- | ------------------- | ----------------------------------------------------------------------------------------------- | --- |
|                  | Johnston (Vaillancourt, Wakefield) — 51 min 13 s Ward (Irwin, Vaillancourt) — 58 min 13 s Wakefield — 65 min | 0-1 0-2 1-2 2-2 3-2 | 4 min 5 s — M. Lamoureux (J. Lamoureux, Marvin) (Sup.) 18 min 54 s — Decker (Kessel, Carpenter) | Arbitrage : Joy Tottman (Grande-Bretagne) Z. Szobodá-Arazimová (Rép. tchèque), J. Tauriainen (Finlande) |
| Shannon Szabados | Gardiens | Jessie Vetter       |                                                                                                 | Arbitrage : Joy Tottman (Grande-Bretagne) Z. Szobodá-Arazimová (Rép. tchèque), J. Tauriainen (Finlande) |
| 10 min           | Pénalités | 12 min              |                                                                                                 | Arbitrage : Joy Tottman (Grande-Bretagne) Z. Szobodá-Arazimová (Rép. tchèque), J. Tauriainen (Finlande) |
| 27               | Tirs | 29                  |                                                                                                 | Arbitrage : Joy Tottman (Grande-Bretagne) Z. Szobodá-Arazimová (Rép. tchèque), J. Tauriainen (Finlande) |

| 3 avril 2013 | États-Unis | 4-2 (4-1, 0-1, 0-0) | Finlande | Place Banque Scotia 3 113 spectateurs |

| Feuille de match   | Feuille de match | Feuille de match        | Feuille de match                                                                         | Feuille de match                                                                               |
| ------------------ | --- | ----------------------- | ---------------------------------------------------------------------------------------- | ---------------------------------------------------------------------------------------------- |
|                    | M. Lamoureux (J. Lamoureux, Chesson) — 5 min 6 s Decker (Marvin, Kessel) — 10 min 35 s Kessel (Decker, Bozek)(Sup.) — 17 min 26 s M. Lamoureux (J. Lamoureux, Coyne) — 18 min 47 s | 1-0 2-0 2-1 3-1 4-1 4-2 | 12 min 39 s — Lindstedt (Rantamäki, Tikkinen) 21 min 11 s — Karvinen (Välimäki, Jalosuo) | Arbitrage : Aina Høve (Norvège) I. Novotná (Rép. tchèque), Z. Szobodá-Arazimová (Rép. tchèque) |
| Brianne McLaughlin | Gardiens | Noora Räty              |                                                                                          | Arbitrage : Aina Høve (Norvège) I. Novotná (Rép. tchèque), Z. Szobodá-Arazimová (Rép. tchèque) |
| 6 min              | Pénalités | 6 min                   |                                                                                          | Arbitrage : Aina Høve (Norvège) I. Novotná (Rép. tchèque), Z. Szobodá-Arazimová (Rép. tchèque) |
| 42                 | Tirs | 13                      |                                                                                          | Arbitrage : Aina Høve (Norvège) I. Novotná (Rép. tchèque), Z. Szobodá-Arazimová (Rép. tchèque) |

| 3 avril 2013 | Suisse | 0-13 (0-2, 0-6, 0-5) | Canada | Place Banque Scotia 7 077 spectateurs |

| Feuille de match                                                | Feuille de match | Feuille de match                                        | Feuille de match | Feuille de match                                                                       |
| --------------------------------------------------------------- | ---------------- | ------------------------------------------------------- | --- | -------------------------------------------------------------------------------------- |
|                                                                 |                  | 0-1 0-2 0-3 0-4 0-5 0-6 0-7 0-8 0-9 0-10 0-11 0-12 0-13 | 4 min 40 s — Wakefield 12 min 48 s — Poulin (Fortino) 23 min 49 s — Johnston (Ward, Wakefield)(Sup.) 25 min 30 s — Hefford (Poulin, Larocque) (Inf.) 28 min 11 s — Spooner (Johnston, Larocque) 33 min 32 s — Jenner 37 min 46 s — Vaillancourt (Irwin, Rougeau) 39 min 58 s — Jenner (Wakefield, Mikkelson) 46 min 23 s — Irwin (Agosta-Marciano (Sup.) 47 min 37 s — Poulin (Hefford) 50 min 44 s — Poulin (Hefford) 55 min 42 s — Mikkelson (Bram, Apps) 56 min 45 s — Poulin (Bonhomme, Jenner) | Arbitrage : Kristine Langley (États-Unis) T. Björkman (Suède), M. Kúdelová (Slovaquie) |
| Sophie Anthamatten (47 min 37 s) Dominique Slongo (12 min 23 s) | Gardiens         | Charline Labonté                                        | | Arbitrage : Kristine Langley (États-Unis) T. Björkman (Suède), M. Kúdelová (Slovaquie) |
| 8 min                                                           | Pénalités        | 18 min                                                  | | Arbitrage : Kristine Langley (États-Unis) T. Björkman (Suède), M. Kúdelová (Slovaquie) |
| 16                                                              | Tirs             | 79                                                      | | Arbitrage : Kristine Langley (États-Unis) T. Björkman (Suède), M. Kúdelová (Slovaquie) |

| 5 avril 2013 | États-Unis | 5-0 (2-0, 1-0, 2-0) | Suisse | Place Banque Scotia 5 626 spectateurs |

| Feuille de match | Feuille de match | Feuille de match    | Feuille de match | Feuille de match                                                                  |
| ---------------- | --- | ------------------- | ---------------- | --------------------------------------------------------------------------------- |
|                  | Carpenter (J. Lamoureux, Knight) (Sup.) — 19 min 20 s Decker (Stecklein, Kessel) — 19 min 31 s Decker (Kessel, Coyne) — 28 min 8 s Coyne (Kessel, Decker) — 41 min 23 s Chu (Bellamy, Bozek) — 43 min 3 s | 1-0 2-0 3-0 4-0 5-0 |                  | Arbitrage : Marie Picavet (France) D. Caughey (Canada), I. Novotná (Rép. tchèque) |
| Jessie Vetter    | Gardiens | Florence Schelling  |                  | Arbitrage : Marie Picavet (France) D. Caughey (Canada), I. Novotná (Rép. tchèque) |
| 10 min           | Pénalités | 10 min              |                  | Arbitrage : Marie Picavet (France) D. Caughey (Canada), I. Novotná (Rép. tchèque) |
| 61               | Tirs | 6                   |                  | Arbitrage : Marie Picavet (France) D. Caughey (Canada), I. Novotná (Rép. tchèque) |

| 5 avril 2013 | Canada | 8-0 (3-0, 1-0, 4-0) | Finlande | Place Banque Scotia 18 014 spectateurs |

| Feuille de match | Feuille de match | Feuille de match                                      | Feuille de match | Feuille de match                                                                         |
| ---------------- | --- | ----------------------------------------------------- | ---------------- | ---------------------------------------------------------------------------------------- |
|                  | Bram (Ouelette, Ward) — 14 min 25 s Jenner (Birchard, Poulin) — 16 min 3 s Jenner (Hefford, Poulin) — 18 min 6 s Agosta-Marciano (Irwin, Vaillancourt) — 39 min Agosta-Marciano (Irwin, Ward) — 41 min 38 s Vaillancourt (Agosta-Marciano, Bonhomme) — 44 min 26 s Wakefield (Johnston) — 45 min 47 s Agosta-Marciano (Vaillancourt, Birchard) — 46 min 52 s | 1-0 2-0 3-0 4-0 5-0 6-0 7-0 8-0                       |                  | Arbitrage : Nicole Hertrich (Allemagne) L. Johnson (États-Unis), M. Kúdelová (Slovaquie) |
| Shannon Szabados | Gardiens | Noora Räty (44 min 26 s) Meeri Räisänen (15 min 34 s) |                  | Arbitrage : Nicole Hertrich (Allemagne) L. Johnson (États-Unis), M. Kúdelová (Slovaquie) |
| 14 min           | Pénalités | 8 min                                                 |                  | Arbitrage : Nicole Hertrich (Allemagne) L. Johnson (États-Unis), M. Kúdelová (Slovaquie) |
| 43               | Tirs | 16                                                    |                  | Arbitrage : Nicole Hertrich (Allemagne) L. Johnson (États-Unis), M. Kúdelová (Slovaquie) |

##### Classement
| Clt   | Équipe     | PJ | V | VP | D | DP | BP | BC | Diff | Pts |
| ----- | ---------- | -- | - | -- | - | -- | -- | -- | ---- | --- |
| +001, | Canada     | 3  | 2 | 1  | 0 | 0  | 24 | 2  | +22  | 8   |
| +002, | États-Unis | 3  | 2 | 0  | 1 | 0  | 11 | 5  | +6   | 7   |
| +003, | Finlande   | 3  | 1 | 0  | 0 | 2  | 4  | 13 | -9   | 3   |
| +004, | Suisse     | 3  | 0 | 0  | 0 | 3  | 1  | 20 | -19  | 0   |

- Qualifiés pour les demi-finales
- Qualifiés pour les quarts de finale

Pour les significations des abréviations, voir statistiques du hockey sur glace.

#### Groupe B

##### Matches
Tous les horaires sont locaux (UTC-4)
| 2 avril 2013 | Russie | 4-0 (1-0, 0-0, 3-0) | Allemagne | Nepean Sportplex 409 spectateurs |

| Feuille de match     | Feuille de match | Feuille de match | Feuille de match | Feuille de match                                                                   |
| -------------------- | ---------------- | ---------------- | ---------------- | ---------------------------------------------------------------------------------- |
|                      |                  | 1-0 2-0 3-0 4-0  |                  | Arbitrage : Kristine Langley (États-Unis) T. Björkman (Suède), D. Caughey (Canada) |
| Nadezhda Alexandrova | Gardiens         | Vionna Harrer    |                  | Arbitrage : Kristine Langley (États-Unis) T. Björkman (Suède), D. Caughey (Canada) |
| 2 min                | Pénalités        | 8 min            |                  | Arbitrage : Kristine Langley (États-Unis) T. Björkman (Suède), D. Caughey (Canada) |
| 38                   | Tirs             | 14               |                  | Arbitrage : Kristine Langley (États-Unis) T. Björkman (Suède), D. Caughey (Canada) |

| 2 avril 2013 | Suède | 2-3 (0-2, 2-1, 0-0) | République tchèque | Nepean Sportplex 186 spectateurs |

| Feuille de match | Feuille de match | Feuille de match    | Feuille de match | Feuille de match                                                            |
| ---------------- | ---------------- | ------------------- | ---------------- | --------------------------------------------------------------------------- |
|                  |                  | 0-1 0-2 1-2 2-2 2-3 |                  | Arbitrage : Aina Høve (Norvège) S. Gagnon (Canada), L. Johnson (États-Unis) |
| Valentina Lizana | Gardiens         | Radha Lhotská       |                  | Arbitrage : Aina Høve (Norvège) S. Gagnon (Canada), L. Johnson (États-Unis) |
| 10 min           | Pénalités        | 8 min               |                  | Arbitrage : Aina Høve (Norvège) S. Gagnon (Canada), L. Johnson (États-Unis) |
| 19               | Tirs             | 26                  |                  | Arbitrage : Aina Høve (Norvège) S. Gagnon (Canada), L. Johnson (États-Unis) |

| 3 avril 2013 | Russie | 3-1 (1-0, 1-1, 1-0) | République tchèque | Nepean Sportplex 1 045 spectateurs |

| Feuille de match | Feuille de match | Feuille de match | Feuille de match | Feuille de match                                                                          |
| ---------------- | ---------------- | ---------------- | ---------------- | ----------------------------------------------------------------------------------------- |
|                  |                  | 1-0 2-0 2-1 3-1  |                  | Arbitrage : Nicole Hertrich (Allemagne) K. Connolly (États-Unis), L. Johnson (États-Unis) |
| Anna Prougova    | Gardiens         | Radha Lhotská    |                  | Arbitrage : Nicole Hertrich (Allemagne) K. Connolly (États-Unis), L. Johnson (États-Unis) |
| 6 min            | Pénalités        | 12 min           |                  | Arbitrage : Nicole Hertrich (Allemagne) K. Connolly (États-Unis), L. Johnson (États-Unis) |
| 19               | Tirs             | 20               |                  | Arbitrage : Nicole Hertrich (Allemagne) K. Connolly (États-Unis), L. Johnson (États-Unis) |

| 3 avril 2013 | Allemagne | 2-3 (pr) (2-1, 0-0, 0-1, 0-1) | Suède | Nepean Sportplex 291 spectateurs |

| Feuille de match | Feuille de match | Feuille de match    | Feuille de match | Feuille de match                                                           |
| ---------------- | ---------------- | ------------------- | ---------------- | -------------------------------------------------------------------------- |
|                  |                  | 1-0 2-0 2-1 2-2 2-3 |                  | Arbitrage : Marie Picavet (France) D. Caughey (Canada), S. Gagnon (Canada) |
| Jennifer Harss   | Gardiens         | Sara Grahn          |                  | Arbitrage : Marie Picavet (France) D. Caughey (Canada), S. Gagnon (Canada) |
| 8 min            | Pénalités        | 6 min               |                  | Arbitrage : Marie Picavet (France) D. Caughey (Canada), S. Gagnon (Canada) |
| 11               | Tirs             | 33                  |                  | Arbitrage : Marie Picavet (France) D. Caughey (Canada), S. Gagnon (Canada) |

| 5 avril 2013 | République tchèque | 3-6 (1-1, 0-3, 2-2) | Allemagne | Nepean Sportplex 1 234 spectateurs |

| Feuille de match                                       | Feuille de match | Feuille de match                    | Feuille de match | Feuille de match                                                                    |
| ------------------------------------------------------ | ---------------- | ----------------------------------- | ---------------- | ----------------------------------------------------------------------------------- |
|                                                        |                  | 0-1 1-1 1-2 1-3 1-4 1-5 1-6 2-6 3-6 |                  | Arbitrage : Mélanie Bordeleau (Canada) S. Gagnon (Canada), J. Tauriainen (Finlande) |
| Radha Lhotská (40 min) Kateřina Bečevová (19 min 54 s) | Gardiens         | Viona Harrer                        |                  | Arbitrage : Mélanie Bordeleau (Canada) S. Gagnon (Canada), J. Tauriainen (Finlande) |
| 16 min                                                 | Pénalités        | 10 min                              |                  | Arbitrage : Mélanie Bordeleau (Canada) S. Gagnon (Canada), J. Tauriainen (Finlande) |
| 30                                                     | Tirs             | 23                                  |                  | Arbitrage : Mélanie Bordeleau (Canada) S. Gagnon (Canada), J. Tauriainen (Finlande) |

| 5 avril 2013 | Suède | 0-4 (0-1, 0-2, 0-1) | Russie | Nepean Sportplex 635 spectateurs |

| Feuille de match                                        | Feuille de match | Feuille de match                                               | Feuille de match | Feuille de match                                                                                        |
| ------------------------------------------------------- | ---------------- | -------------------------------------------------------------- | ---------------- | --- |
|                                                         |                  | 0-1 0-2 0-3 0-4                                                |                  | Arbitrage : Joy Tottman (Grande-Bretagne) K. Connolly (États-Unis), Z. Szobodá-Arazimová (Rép. tchèque) |
| Valentina Lizana (30 min 59 s) Sara Grahn (25 min 13 s) | Gardiens         | Anna Prougova (30 min 16 s) Nadezhda Alexandrova (29 min 14 s) |                  | Arbitrage : Joy Tottman (Grande-Bretagne) K. Connolly (États-Unis), Z. Szobodá-Arazimová (Rép. tchèque) |
| 14 min                                                  | Pénalités        | 8 min                                                          |                  | Arbitrage : Joy Tottman (Grande-Bretagne) K. Connolly (États-Unis), Z. Szobodá-Arazimová (Rép. tchèque) |
| 17                                                      | Tirs             | 36                                                             |                  | Arbitrage : Joy Tottman (Grande-Bretagne) K. Connolly (États-Unis), Z. Szobodá-Arazimová (Rép. tchèque) |

##### Classement
| Clt   | Équipe    | PJ | V | VP | D | DP | BP | BC | Diff | Pts |
| ----- | --------- | -- | - | -- | - | -- | -- | -- | ---- | --- |
| +001, | Russie    | 3  | 3 | 0  | 0 | 0  | 11 | 1  | +10  | 9   |
| +002, | Allemagne | 3  | 1 | 0  | 1 | 1  | 8  | 10 | -2   | 4   |
| +003, | Tchéquie  | 3  | 1 | 0  | 0 | 2  | 7  | 11 | -4   | 3   |
| +004, | Suède     | 3  | 0 | 1  | 0 | 2  | 5  | 9  | -4   | 2   |

- Qualifiés pour les quarts de finale
- Reversés dans le tour de relégation

Pour les significations des abréviations, voir statistiques du hockey sur glace.

### Tour de relégation
Tous les horaires sont locaux (UTC-4)
| 6 avril 2013 | République tchèque | 1-2 (TB) (0-1, 0-0, 1-0, 0-0, 0-1) | Suède | Nepean Sportplex 667 spectateurs |

| Feuille de match | Feuille de match                         | Feuille de match | Feuille de match                                                    | Feuille de match                                                                  |
| ---------------- | ---------------------------------------- | ---------------- | ------------------------------------------------------------------- | --------------------------------------------------------------------------------- |
|                  | Polenská (Povová, Křížová) — 50 min 42 s | 0-1 1-1 1-2      | 11 min 12 s — Johansson (Wester, Eliasson) (Sup.) 65 min — Eliasson | Arbitrage : Aina Høve (Norvège) M. Kúdelová (Slovaquie), J. Tauriainen (Finlande) |
| Radha Lhotská    | Gardiens                                 | Sara Grahn       |                                                                     | Arbitrage : Aina Høve (Norvège) M. Kúdelová (Slovaquie), J. Tauriainen (Finlande) |
| 12 min           | Pénalités                                | 18 min           |                                                                     | Arbitrage : Aina Høve (Norvège) M. Kúdelová (Slovaquie), J. Tauriainen (Finlande) |
| 25               | Tirs                                     | 36               |                                                                     | Arbitrage : Aina Høve (Norvège) M. Kúdelová (Slovaquie), J. Tauriainen (Finlande) |

| 8 avril 2013 | Suède | 4-0 (0-0, 2-0, 2-0) | République tchèque | Nepean Sportplex 604 spectateurs |

| Feuille de match | Feuille de match | Feuille de match | Feuille de match | Feuille de match                                                                         |
| ---------------- | --- | ---------------- | ---------------- | ---------------------------------------------------------------------------------------- |
|                  | Bäckman (Hedengren, Carlsson) — 21 min 45 s Webster (Borgqvist) — 29 min 56 s Olofsson (Borgqvist) — 48 min 34 s Hölmlov (Winberg) (Sup.) | 1-0 2-0 3-0 4-0  |                  | Arbitrage : Mélanie Bordeleau (Canada) K. Connolly (États-Unis), L. Johnson (États-Unis) |
| Sara Grahn       | Gardiens | Radha Lhotská    |                  | Arbitrage : Mélanie Bordeleau (Canada) K. Connolly (États-Unis), L. Johnson (États-Unis) |
| 10 min           | Pénalités | 12 min           |                  | Arbitrage : Mélanie Bordeleau (Canada) K. Connolly (États-Unis), L. Johnson (États-Unis) |
| 21               | Tirs | 19               |                  | Arbitrage : Mélanie Bordeleau (Canada) K. Connolly (États-Unis), L. Johnson (États-Unis) |

### Phase finale

#### Tableau
Tous les horaires sont locaux (UTC-4)
|  | Quarts de finale                           | Quarts de finale                           |                                            |                                            | Demi-finales                               | Demi-finales                               |  |  | Finale                                     | Finale                                     |
|  | Quarts de finale                           | Quarts de finale                           |                                            |                                            | Demi-finales                               | Demi-finales                               |  |  | Finale                                     | Finale                                     |
|  |                                            |                                            |                                            |                                            |                                            |                                            |  |  |                                            |                                            |
|  | Place Banque Scotia, 6 avril 2013, 15 h 30 | Place Banque Scotia, 6 avril 2013, 15 h 30 |                                            |                                            | Place Banque Scotia, 8 avril 2013, 15 h 30 | Place Banque Scotia, 8 avril 2013, 15 h 30 |  |  | Place Banque Scotia, 9 avril 2013, 19 h 30 | Place Banque Scotia, 9 avril 2013, 19 h 30 |
|  | Place Banque Scotia, 6 avril 2013, 15 h 30 | Place Banque Scotia, 6 avril 2013, 15 h 30 |                                            |                                            | Place Banque Scotia, 8 avril 2013, 15 h 30 | Place Banque Scotia, 8 avril 2013, 15 h 30 |  |  | Place Banque Scotia, 9 avril 2013, 19 h 30 | Place Banque Scotia, 9 avril 2013, 19 h 30 |
|  | Place Banque Scotia, 6 avril 2013, 15 h 30 | Place Banque Scotia, 6 avril 2013, 15 h 30 | États-Unis                                 | 3                                          |                                            |                                            |  |  | Place Banque Scotia, 9 avril 2013, 19 h 30 | Place Banque Scotia, 9 avril 2013, 19 h 30 |
|  | Finlande                                   | 1                                          | États-Unis                                 | 3                                          |                                            |                                            |  |  | Place Banque Scotia, 9 avril 2013, 19 h 30 | Place Banque Scotia, 9 avril 2013, 19 h 30 |
|  | Finlande                                   | 1                                          | Finlande                                   | 0                                          |                                            |                                            |  |  | Place Banque Scotia, 9 avril 2013, 19 h 30 | Place Banque Scotia, 9 avril 2013, 19 h 30 |
|  | Allemagne                                  | 0                                          | Finlande                                   | 0                                          |                                            |                                            |  |  | Place Banque Scotia, 9 avril 2013, 19 h 30 | Place Banque Scotia, 9 avril 2013, 19 h 30 |
|  | Allemagne                                  | 0                                          | Place Banque Scotia, 8 avril 2013, 19 h 30 | Place Banque Scotia, 8 avril 2013, 19 h 30 | États-Unis                                 | 3                                          |  |  |                                            |                                            |
|  | Place Banque Scotia, 6 avril 2013, 19 h 30 |                                            | Place Banque Scotia, 8 avril 2013, 19 h 30 | Place Banque Scotia, 8 avril 2013, 19 h 30 | États-Unis                                 | 3                                          |  |  |                                            |                                            |
|  |                                            | Canada                                     | Place Banque Scotia, 8 avril 2013, 19 h 30 | Place Banque Scotia, 8 avril 2013, 19 h 30 | 2                                          |                                            |  |  |                                            |                                            |
|  | Suisse                                     | Canada                                     | Place Banque Scotia, 8 avril 2013, 19 h 30 | Place Banque Scotia, 8 avril 2013, 19 h 30 | 2                                          | 1                                          |  |  |                                            |                                            |
|  | Suisse                                     | Russie                                     | 1                                          |                                            |                                            | 1                                          |  |  |                                            |                                            |
|  | Russie                                     | Russie                                     | 1                                          | 2                                          |                                            |                                            |  |  |                                            |                                            |
|  | Russie                                     | Canada                                     | 8                                          | 2                                          |                                            |                                            |  |  |                                            |                                            |
|  |                                            | Canada                                     | 8                                          | Match pour la 3e place                     |                                            |                                            |  |  |                                            |                                            |
|  | Match pour la 5e place                     |                                            |                                            |                                            |                                            |                                            |  |  |                                            |                                            |
|  | Place Banque Scotia, 8 avril 2013, 11 h 30 | Place Banque Scotia, 8 avril 2013, 11 h 30 | Place Banque Scotia, 9 avril 2013, 15 h 30 | Place Banque Scotia, 9 avril 2013, 15 h 30 |                                            |                                            |  |  |                                            |                                            |
|  | Place Banque Scotia, 8 avril 2013, 11 h 30 | Place Banque Scotia, 8 avril 2013, 11 h 30 | Place Banque Scotia, 9 avril 2013, 15 h 30 | Place Banque Scotia, 9 avril 2013, 15 h 30 |                                            |                                            |  |  |                                            |                                            |
|  | Suisse                                     | 3                                          | Finlande                                   | 0                                          |                                            |                                            |  |  |                                            |                                            |
|  | Suisse                                     | 3                                          | Finlande                                   | 0                                          |                                            |                                            |  |  |                                            |                                            |
|  | Allemagne                                  | 5                                          | Russie                                     | 2                                          |                                            |                                            |  |  |                                            |                                            |
|  | Allemagne                                  | 5                                          | Russie                                     | 2                                          |                                            |                                            |  |  |                                            |                                            |

##### Quarts de finale
| 6 avril 2013 | Finlande | 1-0 (1-0, 0-0, 0-0) | Allemagne | Place Banque Scotia 5 406 spectateurs |

| Feuille de match | Feuille de match       | Feuille de match | Feuille de match | Feuille de match                                                                        |
| ---------------- | ---------------------- | ---------------- | ---------------- | --------------------------------------------------------------------------------------- |
|                  | Karvinen — 15 min 27 s | 1-0              |                  | Arbitrage : Kristine Langley (États-Unis) D. Caughey (Canada), K. Connolly (États-Unis) |
| Meeri Räisänen   | Gardiens               | Jennifer Harss   |                  | Arbitrage : Kristine Langley (États-Unis) D. Caughey (Canada), K. Connolly (États-Unis) |
| 6 min            | Pénalités              | 10 min           |                  | Arbitrage : Kristine Langley (États-Unis) D. Caughey (Canada), K. Connolly (États-Unis) |
| 43               | Tirs                   | 13               |                  | Arbitrage : Kristine Langley (États-Unis) D. Caughey (Canada), K. Connolly (États-Unis) |

| 6 avril 2013 | Suisse | 1-2 (0-1, 1-0, 0-1) | Russie | Place Banque Scotia 5 839 spectateurs |

| Feuille de match   | Feuille de match                           | Feuille de match     | Feuille de match                                        | Feuille de match                                                                      |
| ------------------ | ------------------------------------------ | -------------------- | ------------------------------------------------------- | ------------------------------------------------------------------------------------- |
|                    | Benz (Stanz, Raselli) (Sup.) — 36 min 57 s | 0-1 1-1 1-2          | 12 min 48 s — Bourina (Skiba) 48 min 38 s — Smolentseva | Arbitrage : Nicole Hertrich (Allemagne) S. Gagnon (Canada), I. Novotná (Rép. tchèque) |
| Florence Schelling | Gardiens                                   | Nadezhda Alexandrova |                                                         | Arbitrage : Nicole Hertrich (Allemagne) S. Gagnon (Canada), I. Novotná (Rép. tchèque) |
| 10 min             | Pénalités                                  | 14 min               |                                                         | Arbitrage : Nicole Hertrich (Allemagne) S. Gagnon (Canada), I. Novotná (Rép. tchèque) |
| 19                 | Tirs                                       | 30                   |                                                         | Arbitrage : Nicole Hertrich (Allemagne) S. Gagnon (Canada), I. Novotná (Rép. tchèque) |

##### Match pour la cinquième place
| 8 avril 2013 | Suisse | 3-5 (1-1, 0-3, 2-1) | Allemagne | Place Banque Scotia 4 008 spectateurs |

| Feuille de match   | Feuille de match                                                                                             | Feuille de match                | Feuille de match | Feuille de match                                                                 |
| ------------------ | --- | ------------------------------- | --- | -------------------------------------------------------------------------------- |
|                    | J. Marty (T.F.) — 9 min 20 s Lutz (Nicole Bullo, S. Marty) — 50 h 28 Lutz (Nabholz, Waidacher) — 59 min 49 s | 1-0 1-1 1-2 1-3 1-4 2-4 2-5 3-5 | 9 min 57 s — Delarbre (Seiler, Spielberger) 24 min 5 s — Busch (Anwander) 25 min 37 s — Busch (Gotz, Fellner) (Sup.) 39 min 11 s — Schuster (Kamenik, Gleissner) 58 min 55 s — Anwander (cage vide) | Arbitrage : Marie Picavet (France) T. Björkman (Suède), J. Tauriainen (Finlande) |
| Florence Schelling | Gardiens | Viona Harrer                    | | Arbitrage : Marie Picavet (France) T. Björkman (Suède), J. Tauriainen (Finlande) |
| 8 min              | Pénalités | 4 min                           | | Arbitrage : Marie Picavet (France) T. Björkman (Suède), J. Tauriainen (Finlande) |
| 30                 | Tirs | 25                              | | Arbitrage : Marie Picavet (France) T. Björkman (Suède), J. Tauriainen (Finlande) |

##### Demi-finales
| 8 avril 2013 | États-Unis | 3-0 | Finlande | Place Banque Scotia |

| 8 avril 2013 | Canada | 8-1 | Russie | Place Banque Scotia |

##### Match pour la troisième place
| 9 avril 2013 | Russie | 2-0 | Finlande | Place Banque Scotia |

##### Finale
| 9 avril 2013 | Canada | 2-3 (1-0, 1-2, 0-1) | États-Unis | Place Banque Scotia 13 776 spectateurs |

| Feuille de match | Feuille de match                                                                        | Feuille de match    | Feuille de match                                                                                                 | Feuille de match                                                                                       |
| ---------------- | --------------------------------------------------------------------------------------- | ------------------- | --- | --- |
|                  | Birchard (Ouellette, Poulin) — 9 min 50 s Ouellette (Ward, Poulin) (Sup.) — 37 min 50 s | 1-0 1-1 1-2 2-2 2-3 | 22 min 43 s — Decker (Coyne) 34 min 26 s — Bozek (Schleper, Coyne) (Sup. 2) 43 min 9 s — Kessel (Marvin, Vetter) | Arbitrage : Nicole Hertrich (Allemagne) I. Novotná (Rép. tchèque), Z. Szobodá-Arazimová (Rép. tchèque) |
| Shannon Szabados | Gardiens                                                                                | Jessie Vetter       | | Arbitrage : Nicole Hertrich (Allemagne) I. Novotná (Rép. tchèque), Z. Szobodá-Arazimová (Rép. tchèque) |
| 12 min           | Pénalités                                                                               | 6 min               | | Arbitrage : Nicole Hertrich (Allemagne) I. Novotná (Rép. tchèque), Z. Szobodá-Arazimová (Rép. tchèque) |
| 16               | Tirs                                                                                    | 30                  | | Arbitrage : Nicole Hertrich (Allemagne) I. Novotná (Rép. tchèque), Z. Szobodá-Arazimová (Rép. tchèque) |

### Classement final
| Place              | Équipe     |
| ------------------ | ---------- |
| Médaille d'or      | États-Unis |
| Médaille d'argent  | Canada     |
| Médaille de bronze | Russie     |
| 4                  | Finlande   |
| 5                  | Allemagne  |
| 6                  | Suisse     |
| 7                  | Suède      |
| 8                  | Tchéquie   |

- Relégué en Division IA en 2014

### Médaillées
| Championnes du monde États-Unis | Kelly Babstock, Kacey Bellamy, Megan Bozek, Caitlin Cahow, Alex Carpenter, Lisa Chesson, Julie Chu, Kendall Coyne, Brianna Decker, Jillian Dempsey, Meghan Duggan, Jincy Dunne, Emily Field, Lyndsey Fry, Alyssa Gagliardi, Amanda Kessel, Hilary Knight, Monique Lamoureux, Jocelyne Lamoureux, Gigi Marvin, Brianne McLaughlin, Milica McMillen, Emily Pfalzer, Michelle Picard, Alex Rigsby, Anne Schleper, Haley Skarupa, Jen Schoullis, Lauren Slebodnick, Kelley Steadman, Lee Stecklein et Jessie Vetter Entraîneur : Katey Stone Entraîneurs assistants : Bobby Jay et Hilary Witt |

| Argent Canada | Meghan Agosta, Gillian Apps, Vicki Bendus, Courtney Birchard, Tessa Bonhomme, Bailey Bram, Mélodie Daoust, Laura Fortino, Jayna Hefford, Haley Irwin, Brianne Jenner, Rebecca Johnston, Christina Kessler, Jenelle Kohanchuk, Charline Labonté, Geneviève Lacasse, Brigette Lacquette, Jocelyne Larocque, Meaghan Mikkelson, Caroline Ouellette, Marie-Philip Poulin, Lauriane Rougeau, Natalie Spooner, Shannon Szabados, Sarah Vaillancourt, Jennifer Wakefield, Catherine Ward, Tara Watchorn et Hayley Wickenheiser Entraîneur : Dan Church Entraîneurs assistants : Danielle Goyette, Lisa Haley, Matt Cockell |

| Bronze Russie |

### Récompenses individuelles
| Équipe-type des médias                                                |
| Poulin Decker Wakefield Mikkelson Ward Räty MVP : Marie-Philip Poulin |
| Poulin Decker Wakefield Mikkelson Ward Räty MVP : Marie-Philip Poulin |

Équipe type IIHF, :
- Meilleure gardienne : Nadejda Aleksandrova (RUS)
- Meilleure défenseuse : Jenni Hiirikoski (FIN)
- Meilleure attaquante : Marie-Philip Poulin (CAN)

### Statistiques individuelles
Pour les significations des abréviations, voir statistiques du hockey sur glace.
| Clt | Joueuse             | Équipe     | PJ | B | A | Pts | Pun | +/- |
| --- | ------------------- | ---------- | -- | - | - | --- | --- | --- |
| 1   | Marie-Philip Poulin | Canada     | 5  | 6 | 6 | 12  | 2   | +12 |
| 2   | Brianna Decker      | États-Unis | 5  | 6 | 2 | 8   | 4   | +6  |
| 3   | Jennifer Wakefield  | Canada     | 5  | 4 | 4 | 8   | 2   | +5  |
| 4   | Amanda Kessel       | Etats-Unis | 5  | 2 | 6 | 8   | 0   | +6  |
| 5   | Sarah Vaillancourt  | Canada     | 5  | 2 | 5 | 7   | 2   | +8  |
| 6   | Catherine Ward      | Canada     | 5  | 1 | 6 | 7   | 18  | +7  |
| 7   | Meghan Agosta       | Canada     | 5  | 4 | 2 | 6   | 0   | +7  |
| 8   | Brianne Jenner      | Canada     | 5  | 4 | 2 | 6   | 2   | +6  |
| 9   | Jayna Hefford       | Canada     | 5  | 2 | 4 | 6   | 2   | +11 |
| 9   | Haley Irwin         | Canada     | 5  | 2 | 4 | 6   | 2   | +8  |

| Clt | Joueuse              | Équipe     | PJ | Min          | BC | Moy  | %Arr  | Bl |
| --- | -------------------- | ---------- | -- | ------------ | -- | ---- | ----- | -- |
| 1   | Nadezhda Alexandrova | Russie     | 4  | 209 min 44 s | 1  | 0,29 | 98,63 | 2  |
| 2   | Sara Grahn           | Suède      | 4  | 211 min 6 s  | 3  | 0,85 | 95,52 | 1  |
| 3   | Jennifer Harß        | Allemagne  | 2  | 120 min 53 s | 4  | 1,99 | 94,74 | 0  |
| 4   | Shannon Szabados     | Canada     | 4  | 243 min 35 s | 6  | 1,48 | 93,55 | 1  |
| 5   | Florence Schelling   | Suisse     | 4  | 237 min 51 s | 13 | 3,28 | 91,82 | 0  |
| 6   | Jessie Vetter        | États-Unis | 4  | 245 min      | 5  | 1,22 | 91,67 | 2  |
| 7   | Noora Räty           | Finlande   | 5  | 282 min 32 s | 14 | 2,97 | 90,91 | 0  |
| 8   | Viona Harrer         | Allemagne  | 3  | 180 min      | 10 | 3,33 | 89,80 | 0  |
| 9   | Radka Lhotska        | Tchéquie   | 5  | 283 min 4 s  | 15 | 3,18 | 86,11 | 0  |

Nota : seules sont classées les gardiennes ayant joué au minimum 40 % du temps de jeu de leur équipe.
Pour les significations des abréviations, voir statistiques du hockey sur glace.

## Autres Divisions

### DivisionIA
La compétition se déroule du 7 au 13 avril 2013 à Stavanger en Norvège. Les rencontres ont lieu au DNB Arena.
| Clt   | Équipe        | PJ | V | VP | D | DP | BP | BC | Diff | Pts |
| ----- | ------------- | -- | - | -- | - | -- | -- | -- | ---- | --- |
| +001, | Japon         | 5  | 4 | 0  | 0 | 1  | 17 | 7  | +10  | 13  |
| +002, | Danemark (P)  | 5  | 3 | 1  | 1 | 0  | 15 | 9  | +6   | 11  |
| +003, | Slovaquie (R) | 5  | 3 | 0  | 2 | 0  | 15 | 10 | +5   | 9   |
| +004, | Autriche      | 5  | 2 | 0  | 2 | 1  | 15 | 16 | -1   | 7   |
| +005, | Norvège       | 5  | 1 | 1  | 3 | 0  | 13 | 15 | -2   | 4   |
| +006, | Lettonie      | 5  | 0 | 0  | 5 | 0  | 9  | 27 | -18  | 0   |

- Relégué en Division IB 2014

- Meilleures joueuses[15],[16] :
  - Meilleure gardienne de but : Kamilla Lund Nielsen (Danemark)
  - Meilleure défenseure : Toko Ayaka (Japon)
  - Meilleure attaquante : Line Bialik (Norvège)
  - Meilleure pointeuse : Janine Weber (Autriche), 7 points (4 buts et 3 aides)

### DivisionIB
La compétition se déroule du 7 au 14 avril 2013 à Strasbourg en France. Les rencontres ont lieu à la Patinoire Iceberg.
| Clt   | Équipe            | PJ | V | VP | D | DP | BP | BC | Diff | Pts |
| ----- | ----------------- | -- | - | -- | - | -- | -- | -- | ---- | --- |
| +001, | France            | 5  | 5 | 0  | 0 | 0  | 23 | 4  | +19  | 15  |
| +002, | Pays-Bas          | 5  | 3 | 1  | 1 | 0  | 16 | 12 | +4   | 11  |
| +003, | Corée du Nord (P) | 5  | 1 | 1  | 2 | 1  | 12 | 17 | -5   | 6   |
| +004, | Chine             | 5  | 2 | 0  | 3 | 0  | 15 | 15 | 0    | 6   |
| +005, | Kazakhstan (R)    | 5  | 1 | 1  | 3 | 0  | 12 | 16 | -4   | 5   |
| +006, | Grande-Bretagne   | 5  | 0 | 0  | 3 | 2  | 8  | 22 | -14  | 2   |

- Promu en Division IA 2014
- Relégué en Division IIA 2014

- Meilleures joueuses[18],[19] :
  - Meilleure gardienne de but : Claudia van Leeuwen (Pays-Bas)
  - Meilleure défenseure : Athéna Locatelli (France)
  - Meilleure attaquante : Marion Allemoz (France)
  - Meilleure pointeuse : Marion Allemoz (France), 10 points (3 buts et 7 aides)

### DivisionIIA
La compétition se déroule du 8 au 14 avril 2013 à Auckland en Nouvelle-Zélande. Les rencontres ont lieu au Paradice at Botany Downs.
| Clt   | Équipe           | PJ | V | VP | D | DP | BP | BC | Diff | Pts |
| ----- | ---------------- | -- | - | -- | - | -- | -- | -- | ---- | --- |
| +001, | Hongrie          | 5  | 4 | 0  | 1 | 0  | 27 | 12 | +15  | 12  |
| +002, | Italie (R)       | 5  | 4 | 0  | 1 | 0  | 18 | 8  | +10  | 10  |
| +003, | Australie        | 5  | 3 | 0  | 2 | 0  | 21 | 17 | +4   | 9   |
| +004, | Nouvelle-Zélande | 5  | 2 | 0  | 2 | 1  | 14 | 20 | -6   | 7   |
| +005, | Pologne (P)      | 5  | 1 | 1  | 3 | 0  | 10 | 16 | -6   | 5   |
| +006, | Slovénie         | 5  | 0 | 0  | 5 | 0  | 10 | 27 | -17  | 0   |

- Promu en Division IB 2014
- Relégué en Division IIB 2014

- Meilleures joueuses[21],[22] :
  - Meilleure gardienne de but : Giulia Mazzocchi (Italie)
  - Meilleure défenseure : Franciska Kiss-Simon (Hongrie)
  - Meilleure attaquante : Alexandra Huszák (Hongrie)
  - Meilleure pointeuse : Andrea Steranko (Australie), 14 points (8 buts et 6 aides)

### DivisionIIB
La compétition se déroule du 1er au 7 avril 2013 à Puigcerdà en Espagne. Les rencontres ont lieu au Club Poliesportiu.
| Clt   | Équipe         | PJ | V | VP | D | DP | BP | BC | Diff | Pts |
| ----- | -------------- | -- | - | -- | - | -- | -- | -- | ---- | --- |
| +001, | Corée du Sud   | 5  | 5 | 0  | 0 | 0  | 20 | 3  | +17  | 15  |
| +002, | Espagne        | 5  | 4 | 0  | 1 | 0  | 23 | 7  | +16  | 12  |
| +003, | Croatie (R)    | 5  | 2 | 1  | 2 | 0  | 26 | 15 | +11  | 8   |
| +004, | Islande        | 5  | 1 | 1  | 3 | 0  | 13 | 15 | -2   | 5   |
| +005, | Belgique       | 5  | 1 | 0  | 2 | 2  | 12 | 10 | +2   | 5   |
| +006, | Afrique du Sud | 5  | 0 | 0  | 5 | 0  | 6  | 50 | -44  | 0   |

- Promu en Division IIA 2014
- Relégué dans le groupe de qualification pour la Division IIB

- Meilleures joueuses[24],[25] :
  - Meilleure gardienne de but : Shin So-Jung (Corée du Sud)
  - Meilleure défenseure : Ela Filipec (Croatie)
  - Meilleure attaquante : Ana Ucedo (Espagne)
  - Meilleure pointeuse : Ela Filipec (Croatie), 11 points (5 buts et 6 aides)

### Qualifications pour la Division IIB 2014
Le groupe de qualification pour la Division IIB 2014 se tient du 7 au 9 décembre 2012 à Izmir en Turquie.
| Clt   | Équipe   | PJ | V | VP | D | DP | BP | BC | Diff | Pts |
| ----- | -------- | -- | - | -- | - | -- | -- | -- | ---- | --- |
| +001, | Turquie  | 2  | 2 | 0  | 0 | 0  | 11 | 4  | +7   | 6   |
| +002, | Bulgarie | 2  | 1 | 0  | 1 | 0  | 9  | 5  | +4   | 3   |
| +003, | Irlande  | 2  | 0 | 0  | 2 | 0  | 2  | 13 | -11  | 0   |

- Qualifié pour la Division IIB 2014

- Meilleure pointeuse[27] : Seda Demir (Turquie), 8 points (4 buts et 4 aides)

### Feuilles de matches (Division élite)
1. ↑  (en) « Game Summary FIN - SUI 2-1 », sur www.worldwomen2013.com (consulté le 6 avril 2013)
2. ↑  (en) « Game Summary CAN - USA 3-2 », sur www.worldwomen2013.com (consulté le 6 avril 2013)
3. ↑  (en) « Game Summary USA - FIN 4-2 », sur www.worldwomen2013.com (consulté le 6 avril 2013)
4. ↑  (en) « Game Summary SUI - CAN 0-13 », sur www.worldwomen2013.com (consulté le 6 avril 2013)
5. ↑  (en) « Game Summary USA - SUI - 5-0 », sur www.worldwomen2013.com (consulté le 6 avril 2013)
6. ↑  (en) « Game Summary CAN - FIN 8-0 », sur www.worldwomen2013.com (consulté le 6 avril 2013)
7. ↑  (en) « Game Summary RUS - GER 4-0 », sur www.worldwomen2013.com (consulté le 6 avril 2013)
8. ↑  (en) « Game Summary SWE - CZE 2-3 », sur www.worldwomen2013.com (consulté le 6 avril 2013)
9. ↑  (en) « Game Summary RUS - CZE 3-1 », sur www.worldwomen2013.com (consulté le 6 avril 2013)
10. ↑  (en) « Game Summary GER - SWE 2-3 », sur www.worldwomen2013.com (consulté le 6 avril 2013)
11. ↑  (en) « Game Summary CZE - GER 3-6 », sur www.worldwomen2013.com (consulté le 6 avril 2013)
12. ↑  (en) « Game Summary SWE - RUS 0-4 », sur www.worldwomen2013.com (consulté le 6 avril 2013)
13. ↑  (en) « Game Summary CZE - SWE 1-2 », sur www.worldwomen2013.com (consulté le 7 avril 2013)
14. ↑  (en) « Game Summary SWE - CZE 4-0 », sur www.worldwomen2013.com (consulté le 7 avril 2013)
15. ↑  (en) « Game Summary FIN - GER 1-0 », sur www.worldwomen2013.com (consulté le 7 avril 2013)
16. ↑  (en) « Game Summary SUI - RUS 1-2 », sur www.worldwomen2013.com (consulté le 7 avril 2013)
17. ↑  (en) « Game Summary SUI - GER 3-5 », sur www.worldwomen2013.com (consulté le 8 avril 2013)
18. ↑  (en) « Game Summary CAN - USA 2-3 », sur www.worldwomen2013.com (consulté le 10 avril 2013)

### Feuilles de matches (Division IB)
1. ↑  (en) « Game Summary GBR - CHN 1-6 », sur www.iihf.com (consulté le 7 avril 2013)
2. ↑  (en) « Game Summary PRK - KAZ 2-6 », sur www.iihf.com (consulté le 7 avril 2013)
3. ↑  (en) « Game Summary NED - FRA 2-4 », sur www.iihf.com (consulté le 7 avril 2013)
4. ↑  (en) « Game Summary KAZ - GBR 4-3 », sur www.iihf.com (consulté le 8 avril 2013)
5. ↑  (en) « Game Summary CHN - NED 3-4 », sur www.iihf.com (consulté le 8 avril 2013)
6. ↑  (en) « Game Summary FRA - PRK 5-0 », sur www.iihf.com (consulté le 8 avril 2013)
7. ↑  (en) « Game Summary KAZ - NED 2-4 », sur www.iihf.com (consulté le 10 avril 2013)
8. ↑  (en) « Game Summary PRK - GBR 3-2 », sur www.iihf.com (consulté le 10 avril 2013)
9. ↑  (en) « Game Summary CHN - FRA 1-5 », sur www.iihf.com (consulté le 10 avril 2013)
10. ↑  (en) « Game Summary CHN - PRK 1-5 », sur www.iihf.com (consulté le 12 avril 2013)
11. ↑  (en) « Game Summary GBR - NED 1-3 », sur www.iihf.com (consulté le 12 avril 2013)
12. ↑  (en) « Game Summary FRA - KAZ 3-0 », sur www.iihf.com (consulté le 12 avril 2013)
13. ↑  (en) « Game Summary NED - PRK 3-2 », sur www.iihf.com (consulté le 14 avril 2013)
14. ↑  (en) « Game Summary KAZ - CHN 0-4 », sur www.iihf.com (consulté le 14 avril 2013)
15. ↑  (en) « Game Summary FRA - GBR 6-1 », sur www.iihf.com (consulté le 15 avril 2013)

### Feuilles de matches (Division QIIB)
1. ↑  (en) « Game Summary BUL - TUR 3-4 », sur www.iihf.com (consulté le 18 mars 2013)
2. ↑  (en) « Game Summary BUL - IRL 6-1 », sur www.iihf.com (consulté le 18 mars 2013)
3. ↑  (en) « Game Summary IRL - TUR 1-7 », sur www.iihf.com (consulté le 18 mars 2013)